# Yongji-myeon
Yongji-myeon (koreanska: 용지면) är en socken i den sydvästra delen av Sydkorea, 190 km söder om huvudstaden Seoul.  Den ligger i kommunen Gimje i provinsen Norra Jeolla. 